# Igor Ardašev
Igor Ardašev (* 2. srpna 1967 Brno) je český virtuóz ve hře na klavír. Vystupuje se svou manželkou, klavíristkou Renatou Ardaševovou.

## Životopis
Po absolvování brněnské konzervatoře vystudoval v roce 1992 hru na klavír na Hudební fakultě Janáčkovy akademie múzických umění v Brně pod vedením Inessi Janíčkové. V mistrovských kurzech vedených Paulem Badurou-Skodou v Rakousku a Rudolfem Serkinem v USA. Měl mnoho úspěchů v dětských soutěžích. V osmdesátých a devadesátých letech 20. století se stal laureátem Čajkovského soutěže v Moskvě, soutěže Pražského jara, soutěže královny Alžběty v Bruselu (tamtéž získal cenu belgického rozhlasu a televize) a soutěže Marguerite Long-Jacques Thibaud v Paříži. Roku 1990 obdržel 1. cenu v soutěži Marie Callasové v Aténách.
Zúčastňuje se evropských hudebních festivalů (například Schleswig-Holstein, Jodoigne v Belgii, Hannover, Neapol, Pražské jaro).